# Remondo
Remondo település Spanyolországban, Segovia tartományban. Remondo Íscar, Chañe és Fresneda de Cuéllar községekkel határos. Lakosainak száma 316 fő (2024).

## Népesség
A település népessége az elmúlt években az alábbi módon változott:
| Lakosok száma | 363  | 332  | 342  | 334  | 325  | 319  | 302  | 300  | 298  | 316  |
|               | 2001 | 2004 | 2007 | 2009 | 2012 | 2014 | 2017 | 2019 | 2022 | 2024 |